# 大舘教氏
大舘 教氏（おおだち のりうじ）は、室町時代の武将。大舘持房の次男。子に大舘尚氏。

## 生涯
大舘氏は代々、室町幕府奉公衆の五番衆番頭を務めた家柄。教氏は、将軍・足利義政に御供衆として近侍した（「長禄二年以来申次記」）。